# NGC 2703
NGC 2703 é uma estrela dupla na direção da constelação de Hydra. O objeto foi descoberto pelo astrônomo Wilhelm Tempel em 1877, usando um telescópio refrator com abertura de 11 polegadas. 